# Az én apám
«Az én apám» (укр. Мій тато) — пісня угорського співака Йоці Папої. Вона представляла Угорщину на пісенному конкурсі Євробачення 2019 року в Тель-Авіві, Ізраїль. Це балада, в основі якої спогади про дитинство Папоя. Авторами пісні є Йоці Папой, Ференц Молна і Caramel. Пісня не набрала достатньої кількості балів, щоб пройти у фінал.

## Пісенний конкурс Євробачення

### Відбір
Пісня була обрана представляти Угорщину на пісенному конкурсі Євробачення 2019 року через A Dal, національний відбір Угорщини. Вперше вона була виконала 2 лютого у четверть фіналі відбору. «Az én apám» посіла перше місце з 41 балом і вийшла до пів фіналу. У другому пів фіналі, 16 лютого, Йоці фінішував на першому місці з 45 очками, таким чином пройшовши до фіналу змагань.
У ціналі пісня Папої отримала 26 балів від журі, тому вона потрапила до суперфіналу. Після закриття публічного голосування з'ясувалося, що «Az én apám» отримала найбільшу кількість SMS-голосів, тому Йоці переміг у відборі 2019 року і отримав право представляти Угорщину на Євробаченні в Тель-Авіві.

### На Євробаченні
28 січня 2019 року було проведено спеціальне жеребкування, яке розподілило кожну країну в один із двох півфіналів, а також визначило, в якій половині шоу вони виступатимуть. Угорщина потрапила до першого півфіналу, який відбувся 14 травня 2019 року, і виступила в першій половині шоу. Угорщина не змогла набрати достатньо очок, щоб зайняти місце в десятці найкращих, і не змогла кваліфікуватися у фінал вперше з 2010 року (коли Угорщина не була учасницею конкурсу).
Пісня «Az én apám» отримала 97 балів (32 від глядачів та 65 від журі) та зайняла 12 місце.

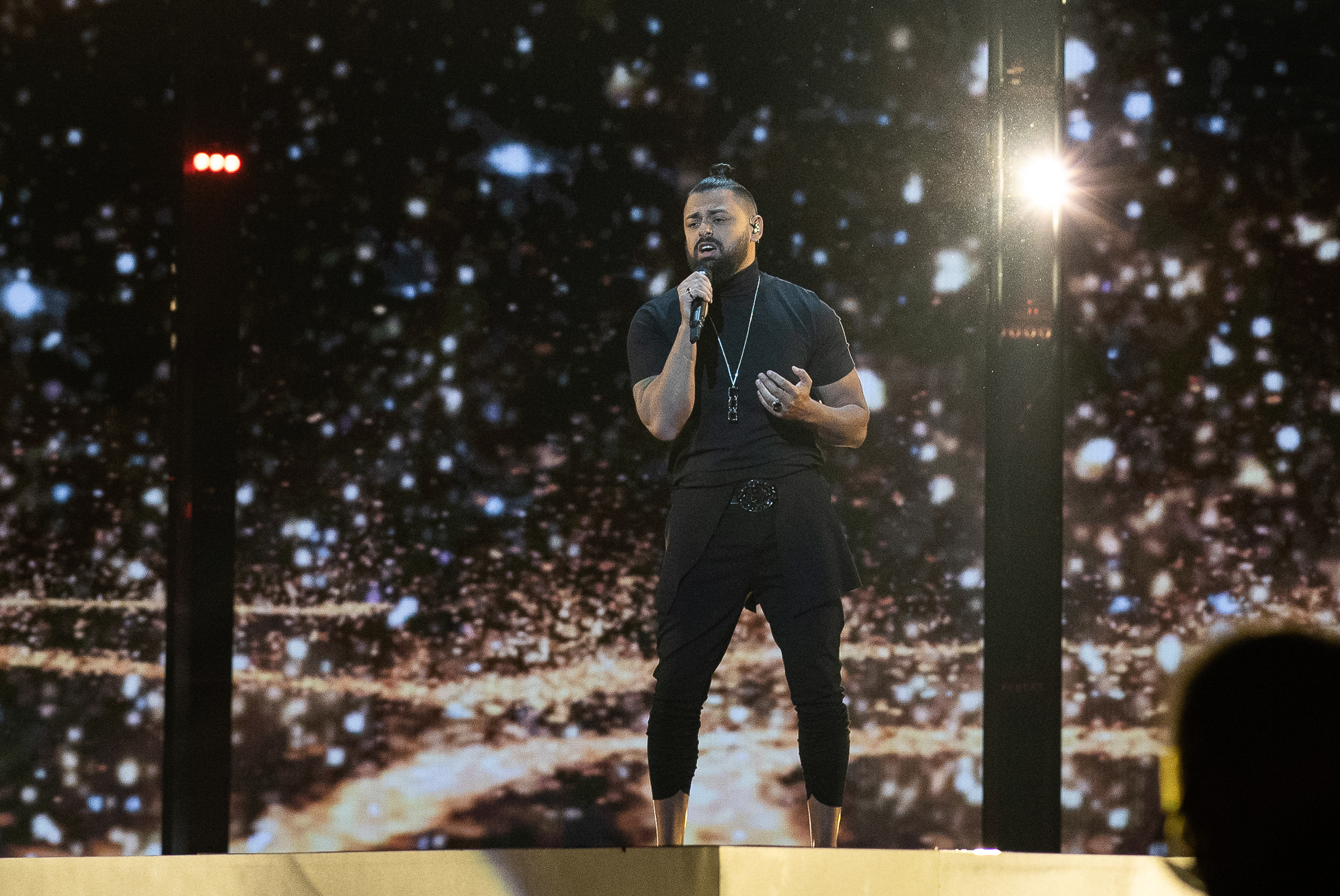
Йоці Папої виконує пісню «Az én apám»